# Victor Astaix
Alexandre Victor Astaix est un avocat, magistrat et homme politique français, né le 7 janvier 1827 à Clermont-Ferrand et mort le 3 juillet 1894 à Romagnat.

## Biographie
Fils de Pierre Amable Astaix (1790-1852), notaire, et de Catherine Agathe Taché (1801-1874), Alexandre Victor Astaix nait le 7 janvier 1827 au domicile de ses père et mère situé à Clermont-Ferrand, section sud-ouest, boulevard sous la Préfecture. Par sa mère, il est le petit-fils de Pierre-Antoine Taché, président de la chambre des notaires du Puy-de-Dôme, conseiller général du Puy-de-Dôme, conseiller municipal de Clermont-Ferrand et ancien député.
Sa sœur, Antoinette Lucy (1824-1879), épouse, en 1842, Annet Arthur Lecoq (1811-...) avec lequel elle aura deux enfants : Charles Lucien, avocat et futur bâtonnier de l'ordre des avocats du barreau de Clermont-Ferrand, et Marie Antoinette qui épousera, en 1866, Félix Chaudessolle, avocat et également futur bâtonnier de l'ordre, à l'origine de la création de la conférence des bâtonniers.
Il épouse, en premières noces, le 29 avril 1857 à Paris, Louise Jeanne Jenny Garnier (1831-1863), fille de François Xavier Garnier, ancien président de l'ordre des avocats aux conseils, et de Jeanne Longuet. De ce mariage, naissent deux enfants :
- Catherine Pauline Noëmi (1858[13]-...) qui épousera, en 1881, Michel Claude Félix Roger Basse (1854-...), avocat, fils de Jean Baptiste Eugène Basse et d'Eugénie Anne Dupuis[14],
- Alexandre Louis Gabriel (1859[15]-...) qui épousera, en 1889, Louise Joséphine Édith Coste (1865-...), fille d'Antoine Just Philibert Coste, adjoint au maire de Mozac, ancien conseiller général de la Loire, et de Marie Amable Thérèse Augustine Argellier du Charmeil[16].

Il épouse, en secondes noces, le 29 septembre 1873 à Thiais, Gabrielle Marie Catherine Pierrette Benech (1837-...), fille de Durand Benech et d'Angélique Lacombe.
Il meurt, le 3 juillet 1894, en son domicile situé à Romagnat, au quartier du Terrail.

## Carrière juridique

### Dans l'avocature
Le bâtonnier de l'ordre des avocats du barreau de Clermont-Ferrand, Antoine Jouvet, étant décédé le 2 janvier 1869, il est organisé une nouvelle élection. Il est ainsi désigné bâtonnier par le vote de ses confrères du 9 février 1869. Il sera à nouveau élu bâtonnier de l'ordre, le 9 novembre 1872, faisant suite à Agénor Bardoux.
Il est élu membre du conseil de l'ordre :
- le 27 novembre 1871[21],

- le 2 décembre 1874[22].

### Dans la magistrature
Le 17 septembre 1859, il est nommé juge suppléant au tribunal de première instance de Clermont-Ferrand.
Il démissionne de ses fonctions, le 19 septembre 1882, et est remplacé, le 19 décembre suivant, par Gilbert Sicard.

## Carrière politique

### Au conseil général du Puy-de-Dôme

#### 1867-1871
Il est élu, dès le premier tour, le 4 août 1867, conseiller général du Puy-de-Dôme, pour le canton sud-est de Clermont-Ferrand, contre Antoine Blatin-Mazelhier.
Au cours de ce mandat, il sera nommé membre de :
- La commission pour les chemins vicinaux ordinaux dans l'arrondissement de Clermont-Ferrand, dont il est désigné secrétaire(1869)[27],
- La commission du budget rectificatif de 1870, dont il est désigné rapporteur[28],
- La commission permanente de l'emprunt et de la défense nationale pour l'arrondissement de Clermont-Ferrand, avec Jacques Mège (1870)[28].

Le 28 septembre 1870, il est élu, par 25 voix pour 41 suffrages exprimés, secrétaire du conseil général du département du Puy-de-Dôme.

#### 1871-1877
Il est réélu, le 8 octobre 1871.
En séance du 25 octobre 1871, il est élu, par 29 voix sur 50, secrétaire du conseil, avec Bardoux, ayant recueilli 37 suffrages.
À l'ouverture de la deuxième session, le 19 août 1872, il est nommé secrétaire du conseil.
Au cours de ce mandat, il est membre de :
- La 2e commission ayant compétence pour traiter des questions relatives à l'instruction publique, les souscriptions et recherches scientifiques, le culte, l'école secondaire de médecine, l'école d'accouchement, la maison de refuge, les salles d'asile, les sourds-muets, l'école de Volvic, l'école vétérinaire de Lyon, l'école d'arts et métiers d'Aix, les souscriptions littéraires, les monuments historiques, les archives, les subventions ecclésiastiques, les églises et presbytères, l'école normale et la vaccine (1871)[31],

- La commission d'enquête relative au tracé de ligne de Vichy à Thiers et à Ambert (1871)[31].

Il s'inclinera en revanche aux élections du 4 novembre 1877, face à Blatin-Mazelhier.

### Les élections sénatoriales de 1876
En vue des élections sénatoriales du 30 janvier 1876, il se porte candidat, avec Jacques Mège et Narjot de Toucy, pour le comité départemental de l'Appel au peuple. Crédité de 142 voix au 1er tour, 9 au deuxième et 3 au dernier tour de ces élections, il n'est pas élu. Les trois sièges dévolus au département du Puy-de-Dôme sont ainsi remportés par Prosper Claude Ignace Constant Brugière de Barante, monarchiste, élu au deuxième tour par 295 voix sur 572 suffrages exprimés, Jacques Mège, au troisième tour par 291 voix, et Mathieu Salneuve, également élu au troisième tour avec 286 voix.

### À la mairie de Romagnat
Il sera maire de Romagnat[Quand ?].

## Engagements et distinctions
Il adhère, en 1880, avec, pour le tribunal de Clermont-Ferrand, Félix Chaudessolle, alors bâtonnier, Gabriel Lébraly, membre du conseil général et ancien député, Antoine-Maurice Eymard, ancien député, E. Cohadon, Charles Lucien Lecoq, Bastide, E. Bellier, Henri Petitjean-Roget, A. Pourcher, J. Bayle, A. Marchebœuf, Madud-Dulac, Maurice Féron et E. Tixier, à la consultation d'Edmond Rousse, avocat à la cour d'appel de Paris, sur la légalité des décrets du 29 mars 1880 portant notamment expulsion des jésuites du territoire français et soumettant l'existence de certaines congrégations à autorisation.
Il est admis, en 1882, à la société nationale d'acclimatation de France.